# فردریک تریوز
فردریک تریوز (انگلیسی: Frederick Treves؛ ‏ ۲۹ مارس ۱۹۲۵ – ۳۰ ژانویهٔ ۲۰۱۲) بازیگر اهل بریتانیا بود.
وی دانش‌آموختهٔ آکادمی سلطنتی هنرهای دراماتیک بود.
از فیلم‌ها یا مجموعه‌های تلویزیونی که وی در آن‌ها نقش داشته‌است، می‌توان به کارمزدی، مرد فیل‌نما، شاهین‌های شب، نور خورشید، پوآرو، شاهد خاموش، آدمکشان میدسامر، خانم مارپل، بله آقای وزیر، ترفند، طرح‌ریزی، رویارویی و دکتر هو اشاره نمود.